# Grand Prix automobile du Japon 2003
GP précédent GP suivant
Le Grand Prix automobile du Japon 2003 (2003 Fuji Television Japanese Grand Prix). disputé sur le circuit de Suzuka le 12 octobre 2003, est la 713e épreuve du championnat du monde de Formule 1 courue depuis 1950 et la seizième et dernière manche du championnat 2003.

## Classement
| Pos  | N° | Pilote                | Écurie           | Tours | Temps/Abandon                      | Grille | Points |
| ---- | -- | --------------------- | ---------------- | ----- | ---------------------------------- | ------ | ------ |
| 1    | 2  | Rubens Barrichello    | Ferrari          | 53    | 1 h 25 min 11 s 743 (216,612 km/h) | 1      | 10     |
| 2    | 6  | Kimi Räikkönen        | McLaren-Mercedes | 53    | + 11 s 085                         | 8      | 8      |
| 3    | 5  | David Coulthard       | McLaren-Mercedes | 53    | + 11 s 614                         | 7      | 6      |
| 4    | 17 | Jenson Button         | BAR-Honda        | 53    | + 33 s 106                         | 9      | 5      |
| 5    | 7  | Jarno Trulli          | Renault          | 53    | + 34 s 269                         | 20     | 4      |
| 6    | 16 | Takuma Satō           | BAR-Honda        | 53    | + 51 s 692                         | 13     | 3      |
| 7    | 21 | Cristiano da Matta    | Toyota           | 53    | + 56 s 794                         | 3      | 2      |
| 8    | 1  | Michael Schumacher    | Ferrari          | 53    | + 59 s 487                         | 14     | 1      |
| 9    | 9  | Nick Heidfeld         | Sauber-Petronas  | 53    | + 1 min 00 s 159                   | 11     |        |
| 10   | 20 | Olivier Panis         | Toyota           | 53    | + 1 min 01 s 844                   | 4      |        |
| 11   | 14 | Mark Webber           | Jaguar-Cosworth  | 53    | + 1 min 11 s 005                   | 6      |        |
| 12   | 4  | Ralf Schumacher       | Williams-BMW     | 52    | + 1 tour                           | 19     |        |
| 13   | 15 | Justin Wilson         | Jaguar-Cosworth  | 52    | + 1 tour                           | 10     |        |
| 14   | 12 | Ralph Firman          | Jordan-Ford      | 51    | + 2 tours                          | 15     |        |
| 15   | 19 | Jos Verstappen        | Minardi-Ford     | 51    | + 2 tours                          | 17     |        |
| 16   | 18 | Nicolas Kiesa         | Minardi-Ford     | 50    | + 3 tours                          | 18     |        |
| Abd. | 11 | Giancarlo Fisichella  | Jordan-Ford      | 33    | Panne d'essence                    | 16     |        |
| Abd. | 8  | Fernando Alonso       | Renault          | 17    | Moteur                             | 5      |        |
| Abd. | 10 | Heinz-Harald Frentzen | Sauber-Petronas  | 9     | Moteur                             | 12     |        |
| Abd. | 3  | Juan Pablo Montoya    | Williams-BMW     | 9     | Panne hydraulique                  | 2      |        |

## Pole position et record du tour
- Pole position : Rubens Barrichello en 1 min 31 s 713
- Tour le plus rapide : Ralf Schumacher en 1 min 33 s 408 au 43e tour.

## Tours en tête
- Juan Pablo Montoya : 8 (1-8)
- Rubens Barrichello : 40 (9-12 / 17-40 / 42-53)
- Kimi Räikkönen : 1 (13)
- Jenson Button : 3 (14-16)
- David Coulthard : 1 (41)

## Statistiques
- 7e victoire pour Rubens Barrichello.
- 167e victoire pour Ferrari en tant que constructeur.
- 167e victoire pour Ferrari en tant que motoriste.
- 14e et dernier Grand Prix pour Ralph Firman.
- Titre de champion du monde pour Michael Schumacher